# Cubanana cristinae
Genre
Espèce
Cubanana cristinae, unique représentant du genre Cubanana, est une espèce d'araignées mygalomorphes de la famille des Theraphosidae.

## Distribution
Cette espèce est endémique de la province de Holguín à Cuba,.

## Description
Les mâles mesurent de 16,0 à 20,1 mm et les femelles de 16,4 à 20,9 mm.

## Étymologie
Cette espèce est nommée en référence à María Cristina Martínez Piloto, la mère de David Ortiz.

## Publication originale
- Ortiz, 2008 : Description of Cubanana cristinae, a new genus and species of theraphosine tarantula (Araneae: Theraphosidae) from the island of Cuba. Boletin de la Sociedad Entomológica Aragonesa, vol. 42, p. 107-122 (texte intégral).